# Малий Ригель
Малий Ригель (словен. Mali Rigelj) — поселення в общині Доленьське Топлице, регіон Південно-Східна Словенія, Словенія. Висота над рівнем моря: 306,3 м.